# Pegoplata tundrica
Pegoplata tundrica är en tvåvingeart som först beskrevs av Johann Andreas Schnabl 1915.  Pegoplata tundrica ingår i släktet Pegoplata och familjen blomsterflugor. Arten är reproducerande i Sverige. Inga underarter finns listade i Catalogue of Life.